# Гріншпун Юлій Ізакінович
Грі́ншпун Ю́лій Ізакі́нович (29 липня 1939 — 25 березня 1999 року, Хабаровськ) — російський театральний режисер. Заслужений діяч мистецтв Росії, Народний артист України.

## Життєпис
Народився в сім'ї головного режисера Одеського театру музичної комедії Ізакіна Абрамовича Гріншпуна. Відомий постановками мюзиклів на театральних сценах Одеси, Хабаровська та інших міст. У 1981—1989, 1994—1999 роках — головний режисер Хабаровського театру музичної комедії.
Похований на 2-му християнському кладовищі.